# Fabrizio Turriozzi
Fabrizio Turriozzi (né le 16 novembre 1755 à Toscanella dans l'actuelle province de Viterbe, dans la région Latium, alors dans les États pontificaux et mort le 9 novembre 1826 à Rome) est un cardinal italien du XIXe siècle.

## Biographie
Fabrizio Turriozzi exerce diverses fonctions au sein de la Curie romaine, notamment au sein de la Sacrée congrégation de l'Inquisition romaine et universelle. 
Le pape Pie VII le crée cardinal lors du consistoire du 10 mars 1823.
Il participe au conclave de 1823, lors duquel Léon XII est élu pape.

### Source
- Fiche du cardinal Fabrizio Turriozzi sur le site fiu.edu